# 張士鋥
張士鋥（1856年—1894年5月10日），字子佩，号耀庭，雲南省大理府太和縣人，清朝政治人物、同進士出身。张其仁之侄子。
清光緒五年（1879年）己卯科举人，光緒六年（1880年），参加庚辰科殿試，登進士三甲第121名。同年五月，著交吏部掣签，分发各省以知县即用。曾任广东定安、归善、澄迈等县知县，琼山知府。